# L'Écho d'Alger
L'Écho d'Alger è stato un quotidiano francese pubblicato ad Algeri dal 1912 al 1961.

## Storia

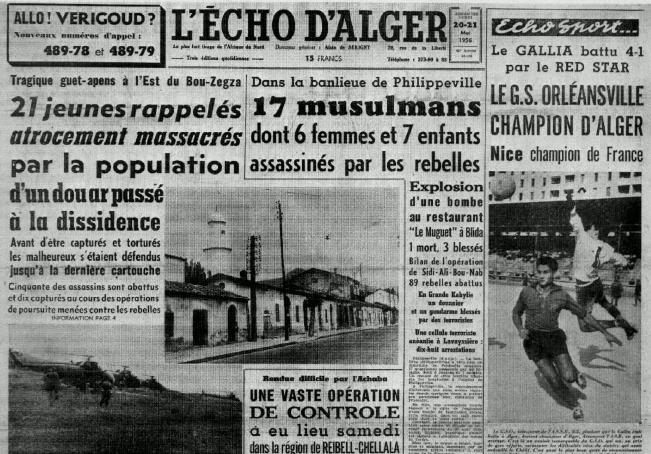
Prima pagina del 20 maggio 1956.

Fu fondato dal giornalista Étienne Baïlac nel 1912. Il 16 marzo dello stesso anno uscì il primo numero. L'Écho d'Alger disponeva di una fitta rete di corrispondenti dalle varie città del Maghreb, di una redazione a Parigi e fu la prima testata del Nordafrica a pubblicare sulle sue pagine delle fotografie.
L'Écho d'Alger è stato a lungo il giornale di quella sinistra radicale che sosteneva il dialogo tra il padronato e la classe operaia. In seguito ai massacri del maggio 1945, e ancor di più durante la guerra d'Algeria, divenne uno strenuo difensore dell'Algeria francese.
Dopo aver sostenuto il ritorno al potere del generale de Gaulle presentandolo come il salvatore dell'Algeria francese, il giornale passò poi all'opposizione del gollismo quando divenne evidente che lo stesso de Gaulle era a favore dell'indipendenza dell'Algeria. Nell'aprile 1961 L'Écho d'Alger divenne il portavoce dei generali golpisti venendo così censurato e poi bandito dal tribunale di Algeri. Il suo direttore, Alain de Sérigny, venne citato in giudizio e rilasciato pochi anni dopo. L'ultimo numero de L'Écho d'Alger uscì il 23 aprile 1961. Il 3 maggio 1961 un decreto del Consiglio dei Ministri ne sospese sine die la pubblicazione. Il 1º febbraio 1967 il Consiglio di Stato confermò la legittimità di tale decreto.